# Piaski Małe
Piaski Małe (do 1945 niem. Sandhof) – wieś w północno-zachodniej Polsce, położona w województwie zachodniopomorskim, w powiecie goleniowskim, w gminie Stepnica. Mała wieś sołecka leżąca przy brzegu Zalewu Szczecińskiego (dokładnie Zatoki Stepnickiej), na terenie porośniętym przez łąki i sitowia w Dolinie Dolnej Odry, przy drodze prowadzącej do Czarnocina.
Według danych z 31 grudnia 2009 r. wieś zamieszkiwały 33 osoby.
Obecnie wieś ma charakter nieregularnej rzędówki. Znajduje się tutaj kilka domów mieszkalnych, murowanych, wzniesionych głównie w końcu XIX i początku XX wieku. Między domami znajdują się sady, zaś główna droga wysadzona jest lipami. Na zachód od wsi znajdują się nadzalewowe tereny bagienne będące pod ochroną w ramach Europejskiej Unii Ochrony Wybrzeża. Znajduje się tam również dzika plaża. We wsi nie ma zabytków. Główną atrakcją turystyczną jest Zalew i przybrzeżne kanały jako miejsce dla wędkarzy. 
Przez wieś prowadzi znakowany  zielony turystyczny Szlak Stepnicki (Stepnica → Wolin) oraz zielony  Międzynarodowy szlak rowerowy wokół Zalewu Szczecińskiego R-66.

## Przynależność polityczno-administracyjna
|                   | Okres        | Jednostki podziału terytorialnego                                                         |
| ----------------- | ------------ | ----------------------------------------------------------------------------------------- |
| Związek Niemiecki | 1815–1866    | Związek Niemiecki, Królestwo Prus, prowincja Pomorze                                      |
|                   | 1866–1871    | Związek Północnoniemiecki, Królestwo Prus, prowincja Pomorze                              |
|                   | 1871–1918    | Cesarstwo Niemieckie, Królestwo Prus, prowincja Pomorze                                   |
|                   | 1919–1933    | Rzesza Niemiecka (Republika Weimarska), kraj związkowy Prusy, prowincja Pomorze           |
| III Rzesza        | 1933–1945    | III Rzesza, prowincja Pomorze                                                             |
| Polska            | 1945 - 1950  | Rzeczpospolita Polska (Polska Ludowa), województwo szczecińskie                           |
| Polska            | 1950 - 1957  | Rzeczpospolita Polska (Polska Ludowa), województwo szczecińskie                           |
| Polska            | 1957 - 1975  | Polska Rzeczpospolita Ludowa, województwo szczecińskie                                    |
| Polska            | 1975 - 1989  | Polska Rzeczpospolita Ludowa, województwo szczecińskie                                    |
| Polska            | 1989 - 1998  | Rzeczpospolita Polska, województwo szczecińskie, gmina Stepnica                           |
| Polska            | 1999 - teraz | Rzeczpospolita Polska, województwo zachodniopomorskie, powiat goleniowski, gmina Stepnica |